# Osnovična arterija
Osnovična arterija (lat. arteria basilaris) je neparna krvna žila u lubanji koji opskrbljuje oksigeniranom krvlju središnji živčani sustav.
Osnovična arteria nastaje spajanjem lijeve i desne kralješnične arterije (lat. arteria vertebralis) u lubanji, nalazi se na bazi mozga i krvlju opskrbljuje stražnji dio Willisova arterijskog prstena (lat. circulus arteriosus cerebri) kroz svoje dvije završne grane, dvije stražnje mozgovne arterije (lat. arteria cerebri posterior).
Grane osnovične arterije su:
- lat. rami ad pontem - mali ogranci koji se odvajaju duž cijelog stabla baz. arterije
- lat. arteria labyrinthi
- lat. arteria cerebelli inferior anterior - donja prednja arterija za mali mozak
- lat. arteria cerebelli superior - gornja arterija za mali mozak
- završne grane: lijeva i desna stražnja mozgovna arterija (lat. arteria cerebri posterior)